# Червоный Кут (Кировоградская область)
Черво́ный Кут (укр. Червоний Кут) — село в Великосевериновской сельской общине Кропивницкого района Кировоградской области Украины.
Население по переписи 2001 года составляло 21 человек. Почтовый индекс — 27601. Телефонный код — 522. Код КОАТУУ — 3522582105.